# Kriegerdenkmal Baasdorf

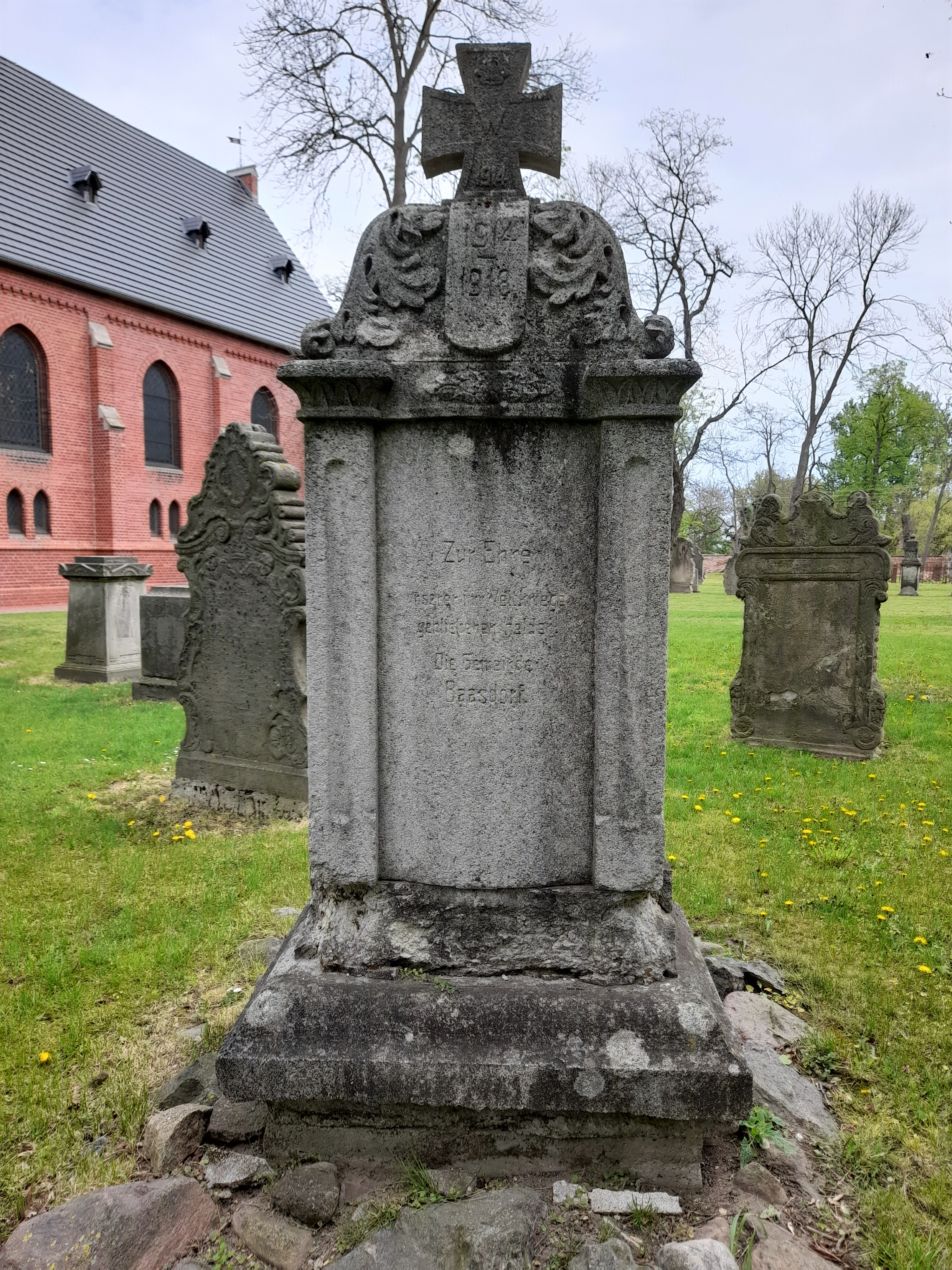
Kriegerdenkmal (2022)

Das Kriegerdenkmal Baasdorf ist ein denkmalgeschütztes Kriegerdenkmal im Ortsteil Baasdorf der Stadt Köthen in Sachsen-Anhalt. Im örtlichen Denkmalverzeichnis ist es mit der Erfassungsnummer 094 70889 als Baudenkmal verzeichnet.

## Allgemeines
Das Kriegerdenkmal in Baasdorf befindet sich auf dem Gelände der Kirche des Ortes in der Friedrich-Ebert-Straße. Es handelt sich dabei um einen übergroßen Grabstein mit einer Inschrift zum Gedenken an die gefallenen Soldaten. Gekrönt wird es von einem Eisernen Kreuz.